# ConQuest of Mythodea

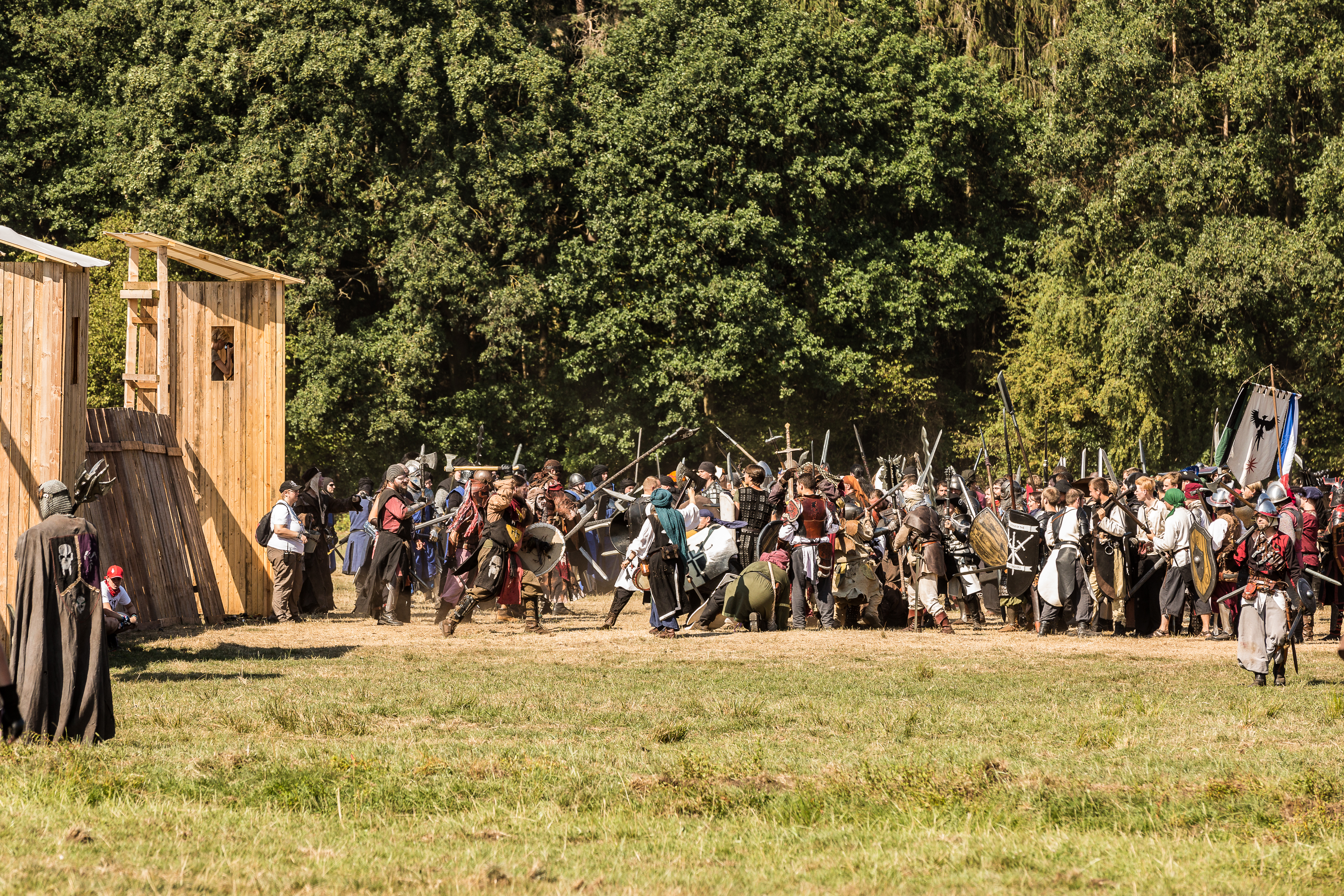
Schlacht mit mehreren hundert Teilnehmern, 2018

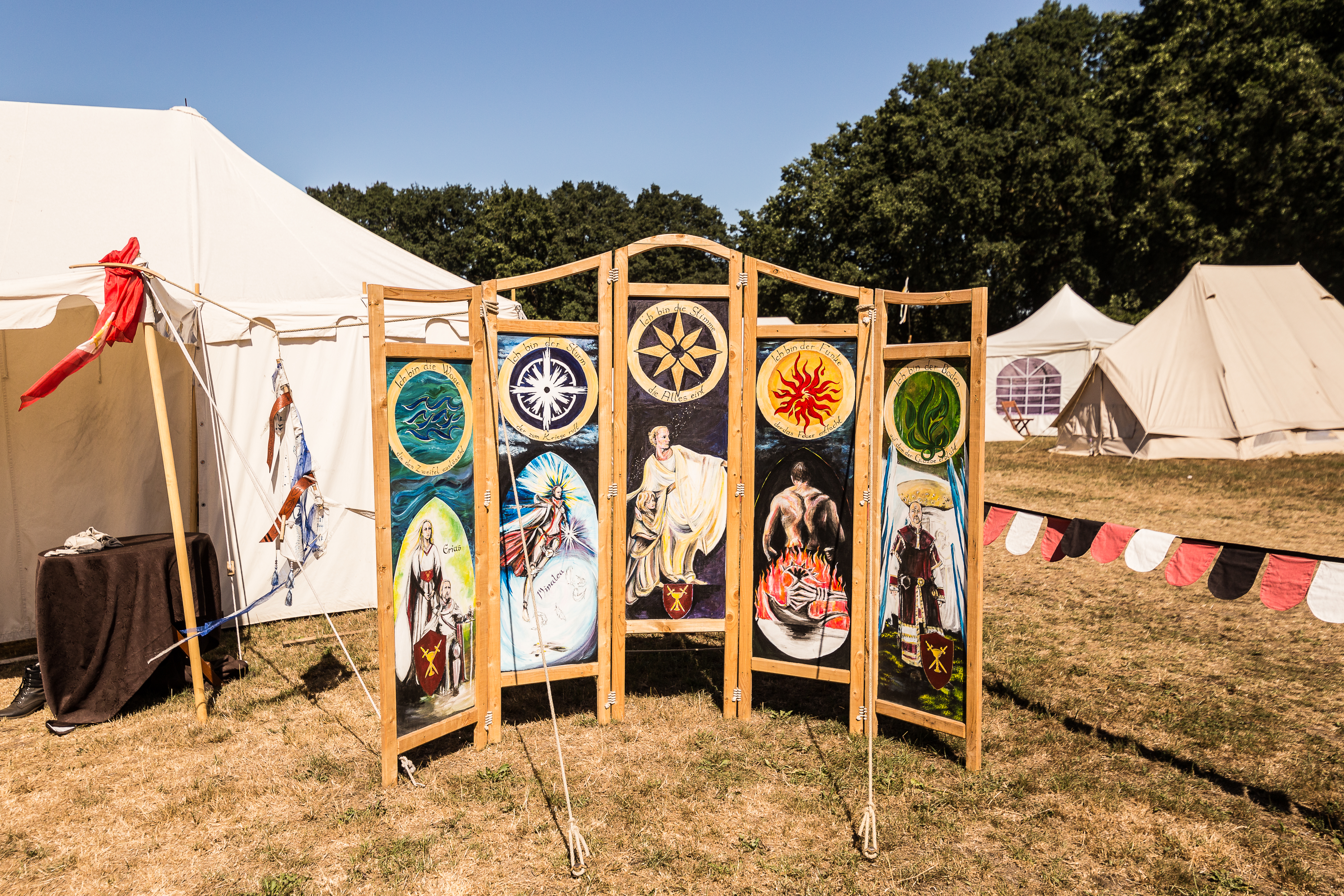
Die Götter der zugrundeliegenden Spielwelt, 2018

ConQuest of Mythodea (deutsch: Eroberung von Mythodea) ist ein fünf Tage andauerndes Live-Rollenspiel, das seit 2004 jährlich in Brokeloh im Landkreis Nienburg in Niedersachsen stattfindet. Mit insgesamt 10.000 Beteiligten ist die Veranstaltung vor dem Drachenfest in Diemelstadt die größte ihrer Art in Deutschland. Weltweit gilt ConQuest of Mythodea als größtes Live-Rollenspiel. Veranstalter ist das Unternehmen Burgschneider GmbH in Frankfurt am Main, das weitere Veranstaltungen dieser Art durchführt.

## Veranstaltungsort
Das etwa 60 Hektar große Veranstaltungsgelände liegt rund um das Rittergut Brokeloh und besteht aus Wiesen, Feldern und Wäldern. Die Teilnehmenden campen auf dem Gelände in mehreren Zeltlagern, wobei jede Interessensgruppe ihr eigenes Lager hat. Auf dem Gelände gibt es eine mittelalterliche „Stadt“ mit Gastronomie und Händlern, bei denen Ausrüstungsgegenstände für das Spiel käuflich erworben werden können.

## Spielhandlung

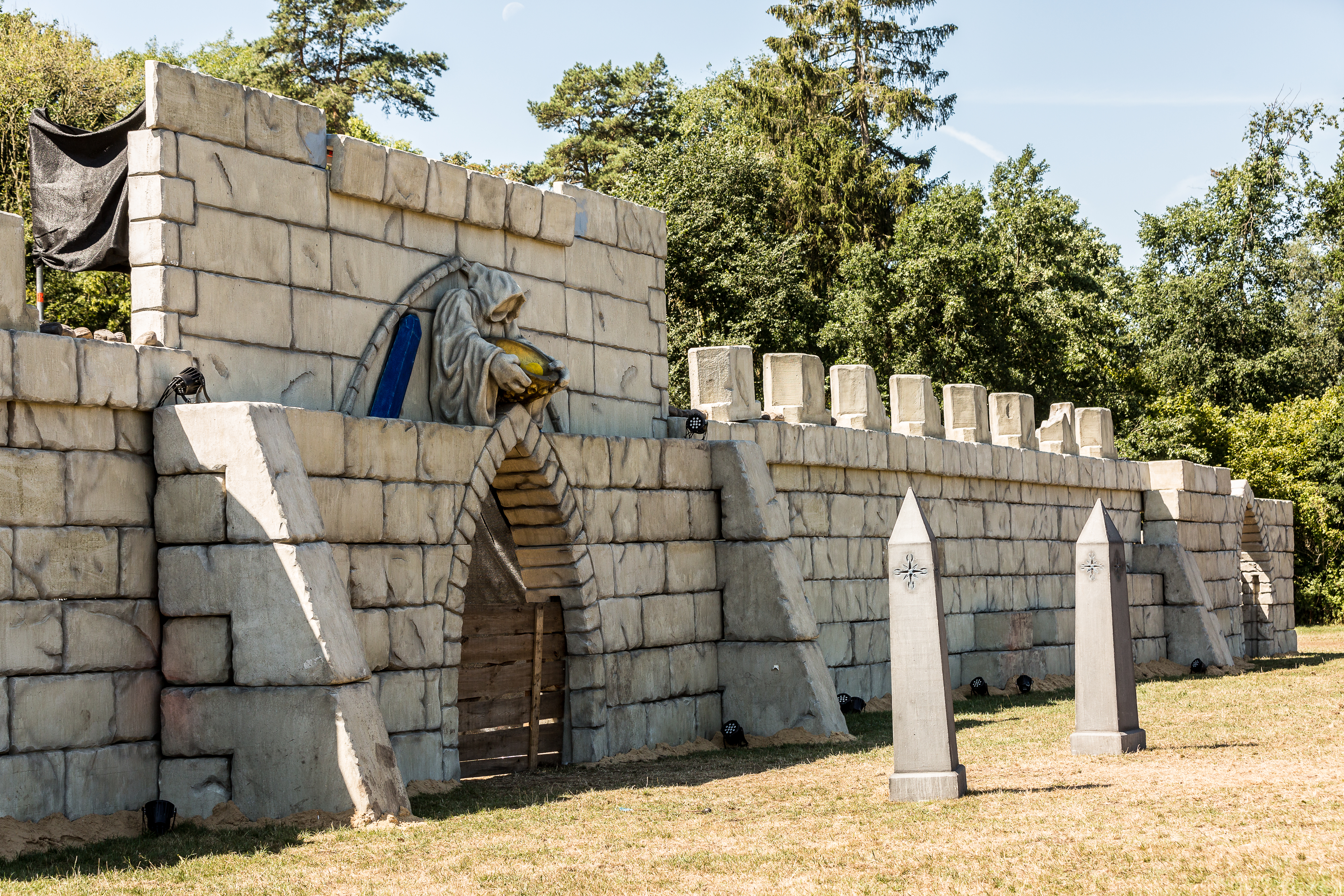
Festung, 2018

In der Spielhandlung geht es um die Besiedlung des fiktiven Kontinents Mythodea, bei der sich Spieler (SC) und Nichtspieler (NSC) bekämpfen. Die Nichtspieler-Gruppe der Verfemten, bezeichnet als das Untote Fleisch, das Schwarze Eis, die Ölige Pestilenz, die Leere und die Ratio, definiert sich als die eigentlichen Bewohner Mythodeas. 2019 kam die Nichtspieler-Gruppe der Skagen dazu, welche aber nicht auf dem Kontinent Mythodea ansässig ist. Das Conquest of Mythodea hat mit 1800 NSCs die größte Nichtspieler-Gruppe der Welt. Sie sehen die Siedler, den Elementen Feuer, Luft, Wasser, Erde und Magie zugehörig, als Eindringlinge. 2014 wurde das Konzept der Veranstaltung überarbeitet und die vorigen Elementlager wurden in verschiedene Banner eines Heereszuges zusammengefasst. Jedes Jahr gibt es neue Ziele, um die die verschiedenen Parteien kämpfen. 2017  beispielsweise befand sich auf dem Gelände eine nachgestellte Festung, die belagert wurde. Ziel war die Einnahme der Festung, um die Weltenschmiede zurückzuerobern.
Parallel zur Rahmenhandlung verbringen die Spieler Zeit damit, in ihren Rollen miteinander zu interagieren. So gibt es neben den zahlreichen Kämpfern unter den Spielern auch Darsteller von Bettlern, Gaunern, Spielern, Alchemisten, Schmieden, Krämern, Diplomaten, Bibliothekaren und anderen Begleitern der Feldzüge.

## Ablauf
Conquest of Mythodea ist eine geschlossene Veranstaltung für angemeldete Teilnehmer. Zutritt auf das Veranstaltungsgelände haben nur Beteiligte des Live-Rollenspiels. Pro Tag werden außerdem 200 Tagesgäste in mittelalterlicher Gewandung auf das Spielgelände gelassen. Für die Öffentlichkeit findet parallel auf einem separaten Gelände das Fantastica Festival als Mittelaltermarkt statt.
Während der gesamten fünftägigen Dauer spielen die Teilnehmer ihre Rolle ohne Unterbrechungen und die Handlung geht pausenlos weiter (Intime), auch nachts. Es gibt, wie bei anderen Live-Rollenspielen, keine Spielunterbrechungen durch Time Out (ausgenommen: aus Sicherheitsgründen). Ein Rückzug aus der Spielhandlung ist nur möglich durch den Aufenthalt im eigenen Zelt oder in Sanitärbereichen. Eltern dürfen ihre Kinder mitbringen, denen unter 14 Jahren die Teilnahme an Schlachten nicht erlaubt ist. Für jüngere Kinder wird durch die Nichtspieler-Charaktere eine eigene Kinderschlacht inszeniert.
Bewaffnete Konflikte werden durch möglichst realistisch aussehende, aber relativ ungefährliche sogenannte Polsterwaffen simuliert.

## Teilnehmende
Die Teilnehmenden lassen sich grob in vier Gruppen unterteilen:
- Die Spieler sind mit etwa 6000 Personen die größte Gruppe und bespielen die Welt von Mythodea.
- Die Nichtspieler-Charaktere (NSC) in einer Anzahl von etwa 2000 Personen sind entweder neutrale Helfer, Diener der Elemente oder Feinde. Der Großteil der NSC stellt die feindlichen verfemten Armeen dar.
- Die Händler haben in einer Größenordnung von 1000 Personen Stände auf dem Veranstaltungsgelände[5], an denen sie ihre Waren zum Kauf für reguläre Währung in Euro anbieten.
- Die Organisation besteht aus rund 200 Personen, von denen etwa 100 zur Spielleitung gehören.